# Vunta
Vunta ist ein Verwaltungsbezirk (Ward) des Distrikts Same in der tansanischen Region Kilimandscharo.

## Geografie
Vunta liegt im Nordosten von Tansania im Süden des Pare-Gebirges. Die bewohnten Gebiete liegen in Hochtälern zwischen 1300 und 1700 Höhenmetern, das Gebirge fällt im Westen steil ab. Die höchste Erhebung ist der 1945 Meter hoe Vunta.
Der Bezirk grenzt im Norden an Kirangare und Myamba, im Osten an Kihurio und Bendera, im Süden an Mkomazi der Region Tanga, im Südwesten an Mabilioni und im Westen an Hedaru. Bei der Volkszählung 2022 lebten 7838 Menschen in 1843 Haushalten auf einer Fläche von 130,6 Quadratkilometern.

## Gliederung
Der Bezirk besteht aus fünf Gemeinden (Mtaa) mit 16 Orten (Kitongoji):
| Vunta - Hemuambo - Mweteni - Nkimai - Boyoyo - Makareni | Njagu - Njagu - Mpare | Kidunda - Kidunda - Ngujini | Mwala - Mvango/Kidunda - Kitala | Papa - Myombo - Kwaranga - Kinaru - Kasirukagati - Mkuyuni |

## Wirtschaft und Infrastruktur
- Bildung: Die Vunta Secondary School ist eine staatliche weiterführende Schule, die Mädchen und Burschen bis zur 4. Stufe ausbildet.[9]
- Gesundheit: In der Gemeinde Vunta liegt ein öffentliches Gesundheitszentrum.[10] Öffentliche Apotheken befinden sich in Vunta,[11] Njagu,[12] Kidunda[13] und Mwala.[14]